# Hans-Jürgen Beyer
Pour les articles homonymes, voir Beyer.
Hans-Jürgen Beyer (né le 28 août 1949 à Leipzig) est un chanteur allemand.

## Biographie
À l'âge de 10 ans, Beyer rejoint le Thomanerchor, où il est soprano solo. Élève de la Thomasschule, il fonde un groupe beat. Il est ensuite chanteur pour Klaus Renft Combo, Uve Schikora et Bürkholz-Formation jusqu'à son interdiction en 1973. En 1972, il entre à l'École supérieure de musique et de théâtre Felix Mendelssohn Bartholdy de Leipzig. En 1974, il apparaît à la télévision avec le titre Tag für Tag. Il chante lors de nombreux festivals et tournées internationaux en Union soviétique, en Hongrie, en République tchèque, en Afrique, en Bulgarie, en Inde, au Japon, en Pologne, en Suisse et en Autriche. De 1986 à 1989, il a son émission de télévision Heimat, wir grüßen dich. En 1990, il signe avec le label Pilz.
En 1995, avec le compositeur Michael Hansen et le parolier Michael Niekammer, Beyer produit l'album Kaiserin. En 1997, il retrouve Uve Schikora pour produire un album commun, Ich würd’ es wieder tun, qui sort en 1999. Beyer revient au rock en 1998 avec le groupe Beat-Club puis les Butlers.
Avec le producteur Jürgen Kerber, il fait en 2005 quatre singles et l'album Du machst mich so stark. Il se produit souvent avec Margitta puis ils forment le duo Margitta & Hans-Jürgen Beyer depuis 2009.

## Discographie
Albums
- 1975 : Hans-Jürgen Beyer (Amiga)
- 1977 : Dieses Lied zieht mit mir (Amiga)
- 1979 : Schenk mir einen Augenblick (Amiga)
- 1986 : Die Show beginnt (Amiga)
- 1990 : Nie wieder allein (compositeur : Jonny Hill)
- 1995 : Kaiserin
- 1999 : Ich würd´ es wieder tun (G.I.B.)
- 2003 : Ich müsste lügen (produit par Uve Schikora)
- 2004 : Weihnachten mit Hans-Jürgen Beyer
- 2009 : Die großen Erfolge (Amiga)

Singles
- 1974 : Tag für Tag (Amiga)
- 1974 : Wie weit der Weg auch immer ist (Amiga)
- 1975 : Tag für Tag (Philips)
- 1975 : Dieses Lied zieht mit mir (Amiga)
- 1975 : Ich laß die Rosen nicht verblüh’n (Amiga)
- 1976 : Alles blüht (Amiga)
- 1977 : Ich wünsch’ Dir Glück (Amiga)
- 1978 : Ti Amo / Amore Mio (Amiga)
- 1978 : Ein Augenblick der Ewigkeit (Amiga)
- 1981 : Ein Strauß der schönsten Volkslieder (Amiga)
- 1990 : Nie wieder allein (Pilz)
- 1996 : Die Sonne unserer Herzen (DSR Records, Duett mit Bianca Graf)
- 2005 : Du machst mich so stark (DSR Records, Single)
- 2006 : Wolke 7 (Jay Kay – Perl Records)
- 2006 : Königin der Liebe (Perl Records)
- 2007 : Alles nochmal wagen (Jay Kay – Perl Records)
- 2010 : Jahrhundertsommer (Poseidon Records)

## Récompense
- 1974 : Premier prix au Festival international de schlager de Dresde.

## Source de la traduction
- (de) Cet article est partiellement ou en totalité issu de l’article de Wikipédia en allemand intitulé « Hans-Jürgen Beyer » (voir la liste des auteurs).